# Linke-Hofmann R.II
Linke-Hofmann R.II je bil nemški štirimotorni dvokrilni bombnik, ki je prvič poletel leta 1919, kmalu po koncu 1. svetovne vojne. R.II je bil eno od Riesenflugzeug letal in je verjetno največje letalo s samo enim propelerjem - vsi štirje motorji skupaj so namreč poganjali samo en propeler.
Nameravali so zgraditi tudi 12-sedežno potniško verzijo, vendar so zaradi Versajske mirovne pogodbe načrte opustili.

## Specifikacije (Linke-Hofmann R.II)
- Posadka: 6+
- Dolžina: 20,3 m (66 ft 7-7/8 in)
- Razpon kril: 42,1 m (138 ft 4 in)
- Višina: 7,1 m (23 ft 3-5/8 in)
- Površina krila: 320 m2 (3443 ft2)
- Prazna teža: 8000 kg (17640 lb)
- Gros teža: 12000 kg (26460 lb)
- Pogon: 4 × Mercedes D.IVa, 193,9 kW (260 Km) vsak

- Največja hitrost: 130 km/h (81,25 mph)
- Čas leta: do 7 ur
- Hitrost vzpenjanja: 2,08 m/s (410 ft/min)
- Oborožitev: 3 x strojnice

## Zunanjen povezave
Contemporary technical description of the R.I and R.II with drawings of the R.II and photographs of both types.
- http://www.airwar.ru/enc/bww1/linker2.html
- http://wroclaw.hydral.com.pl/110884,foto.html Arhivirano 2012-02-15 na Wayback Machine.